# Wolfgang Parteike
Wolfgang Parteike (* 28. Januar 1949 in Hamburg) ist ein deutscher Finanzbeamter und ehemaliger Abgeordneter der Hamburgischen Bürgerschaft für die CDU.

## Leben
Parteike begann seine berufliche Laufbahn als Finanzanwärter in der hamburgischen Steuerverwaltung. Für seine Ausbildung zum Steuerinspektor durchlief er mehrere Hamburger Finanzämter. 1971 wurde er Sachbearbeiter und wechselte 1972 in die Organisationsabteilung der Behörde.
1979 ließ er sich bei Fortfall der Bezüge als Regierungsamtmann beurlauben, um eine Tätigkeit als Assistent des Schriftführers im Haushaltsausschuss der Hamburgischen Bürgerschaft aufzunehmen. 1981 bis 1984 war Parteike Landesgeschäftsführer der CDU Hamburg. Im Juni 1981 zog er als Abgeordneter in das Hamburger Parlament ein. Er arbeitete dort bis 1986 schwerpunktmäßig im Haushaltsausschuss und im Sportausschuss mit. Anschließend ging er als Beamter in die Finanzverwaltung zurück.